# グッド・バーガー
『グッド・バーガー』（Good Burger）は、1997年のアメリカ合衆国のコメディ映画。
ニコロデオン・ムービーズによって制作された。アメリカでは1997年7月25日に公開された。日本では1998年7月24日にVHSが発売され、後にWOWOWで放送された。ネット配信ではAmazonプライム・ビデオで吹き替え版が配信されているほか、2021年9月1日から一定期間はNetflixで配信されていた。

## キャスト
※括弧内は日本語吹替
- エド - ケル・ミッチェル（英語版）（高木渉）
- デクスター・リード - キーナン・トンプソン（塩屋翼）
- オーティス - エイブ・ヴィゴダ（稲葉実）
- ミスター・ベイリー - ダン・シュナイダー（塩屋浩三）
- モニーク - シャー・ジャクソン（喜田あゆみ）
- ミスター・ウィート - シンバッド（田原アルノ）
- カート・ボズウェル - ジャン・シュウェイターマン（英語版）（藤原啓治）
- シャキール・オニール - 本人（中田和宏）
- ロクサーヌ - カルメン・エレクトラ[注釈 1]